# Melophagus ovinus
Melophagus ovinus (tên tiếng Anh: sheep ked) là một loài ruồi nâu, phủ lông, có bề ngoài giống với ve. Loài ruồi không cánh này dài chừng 4 tới 6 mm và có một cái đầu nhỏ; nó là thành viên của họ Hippoboscidae. Chúng ký sinh hút máu cừu. M. ovinus ăn máu vật chủ bằng cách chích phần miệng sắc nhọn của nó vào mao mạch dưới da. Chúng sống cả đời dưới lớp lông cừu và thường được tìm thấy nhất ở cổ, vai và bụng vật chủ. Dù có khi được gọi là "sheep tick" (ve cừu), M. ovinus luôn sống cùng vật chủ, khác với đặc điểm của ve thực sự. Thêm vào đó, M. ovinus có sáu chân, còn ve có tám chân.

## Phân bố
Đây là loài bản địa tại phần lớn châu Âu, gồm cả Iceland, quần đảo Faroe, cũng như tây bắc châu Phi, Mông Cổ, và bắc Ấn Độ, nó đã được đưa đến Kenya, Nam Phi, Nhật Bản, Úc, New Zealand, hầu hết Bắc Mỹ, và nhiều phần Nam Mỹ, gồm Tristan da Cunha và quần đảo Falkland.

## Vật chủ
Vật chủ chính của M. ovinus là cừu nhà. Ghi nhận trên cừu Argali (Ovis ammon), cừu sừng lớn (Ovis canadensis), và cừu Dall (Ovis dalli) bị nghi ngờ.

## Phân loài
Hai phân loài được công nhận. Phân loài Melophagus ovinus himalayae Maa, 1969 sống ở Nepal và Tây Tạng. Nó ký sinh trên bò Tây Tạng (Bos grunniens), và bò nhà.